# Piango sulla Lambo
Piango sulla Lambo è un singolo del rapper italiano Guè e della cantautrice italiana Rose Villain, pubblicato il 25 marzo 2022 come secondo estratto dal settimo album in studio Guesus di Guè.

## Descrizione
Il brano, scritto dagli stessi due artisti, è prodotto da Andrea Ferrara, in arte Sixpm.

## Video musicale
Il video musicale, diretto da Giulio Rosati e girato presso il Grand Hotel Campo dei Fiori di Varese, è stato pubblicato in concomitanza all'uscita del brano attraverso il canale YouTube del rapper.

## Tracce
Testi di Cosimo Fini e Rosa Luini, musiche di Cosimo Fini, Rosa Luini, Andrea Ferrara ed Edwyn Roberts.
1. Piango sulla Lambo – 3:21

## Classifiche
| Classifica (2022) | Posizione massima |
| ----------------- | ----------------- |
| Italia            | 3                 |